# 叶卡捷琳娜·博布罗娃
叶卡捷琳娜·亚历山德罗芙娜·博布罗娃（俄語：Екатерина Александровна Боброва，1990年3月28日—），俄罗斯花样滑冰运动员，2013年世界锦标赛冰舞铜牌得主、2014年冬季奥运会团体金牌得主、2018年冬季奥运会团体银牌得主。